# A magyar női vízilabda-válogatott mérkőzései 1986-ban
A magyar női vízilabda-válogatott 1986 februárjában egy kanadai tornán vett részt. Itt a kanadai válogatott mellett a hazaiak és az USA B és junior válogatottjával játszhattak. A válogatott harmadik helyen végzett. Június végén Hollandiában lett második a csapat. Az augusztusi világbajnokságon ötödik helyezést szereztek.

## Mérkőzések
| 14. mérkőzés 1986. február 14. nemzetközi torna | Kanada | 11–5 | Magyarország | Ottawa |
| 14. mérkőzés 1986. február 14. nemzetközi torna |        |      |              | Ottawa |
| 14. mérkőzés 1986. február 14. nemzetközi torna |        |      |              | Ottawa |

| 15. mérkőzés 1986. február 16. nemzetközi torna | Kanada | 17–6 | Magyarország | Ottawa |
| 15. mérkőzés 1986. február 16. nemzetközi torna |        |      |              | Ottawa |
| 15. mérkőzés 1986. február 16. nemzetközi torna |        |      |              | Ottawa |

| 16. mérkőzés 1986. június 27. nemzetközi torna | Magyarország         | 14–10 | NSZK | Papendal, Arnhem |
| 16. mérkőzés 1986. június 27. nemzetközi torna | (5–3, 4–2, 2–1, 3–4) |       |      | Papendal, Arnhem |
| 16. mérkőzés 1986. június 27. nemzetközi torna |                      |       |      | Papendal, Arnhem |

| 17. mérkőzés 1986. június 28. nemzetközi torna | Magyarország         | 9–7 | Belgium | Papendal, Arnhem |
| 17. mérkőzés 1986. június 28. nemzetközi torna | (0–1, 5–1, 2–2, 2–3) |     |         | Papendal, Arnhem |
| 17. mérkőzés 1986. június 28. nemzetközi torna |                      |     |         | Papendal, Arnhem |

| 18. mérkőzés 1986. június 29. nemzetközi torna | Magyarország         | 16–6 | Olaszország | Papendal, Arnhem |
| 18. mérkőzés 1986. június 29. nemzetközi torna | (7–0, 1–2, 5–1, 3–3) |      |             | Papendal, Arnhem |
| 18. mérkőzés 1986. június 29. nemzetközi torna |                      |      |             | Papendal, Arnhem |

| 19. mérkőzés 1986. június 29. nemzetközi torna | Hollandia            | 9–8 | Magyarország | Papendal, Arnhem |
| 19. mérkőzés 1986. június 29. nemzetközi torna | (0–2, 3–2, 3–3, 3–1) |     |              | Papendal, Arnhem |
| 19. mérkőzés 1986. június 29. nemzetközi torna |                      |     |              | Papendal, Arnhem |

| 20. mérkőzés 1986. augusztus 15. világbajnokság | Magyarország         | 4–9 | Kanada                                                                         | Madrid Játékvezetők: Dooms (BEL) Burge (GBR) |
| 20. mérkőzés 1986. augusztus 15. világbajnokság | (1–1, 2–2, 0–3, 1–3) |     |                                                                                | Madrid Játékvezetők: Dooms (BEL) Burge (GBR) |
| 20. mérkőzés 1986. augusztus 15. világbajnokság | Kertész 3 Rafael 1   |     | Gervais 3 Deslieres 1 Brunetta 1 Nickless 1 Kaulbach 1 Therington 1 Auclaire 1 | Madrid Játékvezetők: Dooms (BEL) Burge (GBR) |

| 21. mérkőzés 1986. augusztus 16. világbajnokság | Magyarország                               | 12–10 | Norvégia                                     | Madrid Játékvezetők: Ortega (ESP) Timoc (ROM) |
| 21. mérkőzés 1986. augusztus 16. világbajnokság | (4–1, 4–3, 2–2, 2–4)                       |       |                                              | Madrid Játékvezetők: Ortega (ESP) Timoc (ROM) |
| 21. mérkőzés 1986. augusztus 16. világbajnokság | Dancsa 4 Rafael 3 Eke 3 Kókai 1 Schäffer 1 |       | Lokke 4 Hansen 3 Olsson 1 Hagström 1 Paulsen | Madrid Játékvezetők: Ortega (ESP) Timoc (ROM) |

| 22. mérkőzés 1986. augusztus 18. világbajnokság | Magyarország                       | 8–11 | Egyesült Államok                                                      | Madrid Játékvezetők: Burge (GBR) Tellegem (NED) |
| 22. mérkőzés 1986. augusztus 18. világbajnokság | (2–3, 3–2, 1–3, 2–3)               |      |                                                                       | Madrid Játékvezetők: Burge (GBR) Tellegem (NED) |
| 22. mérkőzés 1986. augusztus 18. világbajnokság | Dancsa 2 Eke 2 Rafael 2 Schäffer 2 |      | Sterkel 4 O'Toole 2 Kadlubek 1 Breckton 1 Gascon 1 Lapay 1 Laughlin 1 | Madrid Játékvezetők: Burge (GBR) Tellegem (NED) |

| 23. mérkőzés 1986. augusztus 20. világbajnokság | Magyarország             | 6–11 | Hollandia                                                      | Madrid Játékvezetők: van de Vreken (BEL) Gillero (ESP) |
| 23. mérkőzés 1986. augusztus 20. világbajnokság | (2–4, 1–2, 2–2, 1–3)     |      |                                                                | Madrid Játékvezetők: van de Vreken (BEL) Gillero (ESP) |
| 23. mérkőzés 1986. augusztus 20. világbajnokság | Eke 3 Kertész 2 Dancsa 1 |      | van der Veen 4 van der Heuvel 3 Lindhout 2 Libgrets 1 Verdam 1 | Madrid Játékvezetők: van de Vreken (BEL) Gillero (ESP) |

| 24. mérkőzés 1986. augusztus 21. világbajnokság | Magyarország                | 4–13 | Ausztrália                                               | Madrid Játékvezetők: Tejgarli (TUR) Omar (EGY) |
| 24. mérkőzés 1986. augusztus 21. világbajnokság | (0–3, 2–1, 2–3, 0–6)        |      |                                                          | Madrid Játékvezetők: Tejgarli (TUR) Omar (EGY) |
| 24. mérkőzés 1986. augusztus 21. világbajnokság | Rafael 2 Szedlmayer 1 Eke 1 |      | Shepard 5 Handley 4 Parkes 1 Northam 1 Watson 1 Rayner 1 | Madrid Játékvezetők: Tejgarli (TUR) Omar (EGY) |

| 25. mérkőzés 1986. augusztus 22. világbajnokság | Magyarország                                                  | 15–8 | NSZK                                                        | Madrid Játékvezetők: Bewer (AUS) Jun Seng (CHN) |
| 25. mérkőzés 1986. augusztus 22. világbajnokság | (4–2, 6–1, 4–1, 1–4)                                          |      |                                                             | Madrid Játékvezetők: Bewer (AUS) Jun Seng (CHN) |
| 25. mérkőzés 1986. augusztus 22. világbajnokság | Eke 3 Kertész 3 Dancsa 3 Rafael 2 Kókai 2 Gallov 1 Schäffer 1 |      | Florschütz 2 Kurschildgen 2 Gesman 1 Kleine 1 Olek 1 Pilz 1 | Madrid Játékvezetők: Bewer (AUS) Jun Seng (CHN) |